# Zilda Arns
Zilda Arns   (Forquilhinha, 25 d'agost de 1934 - Port-au-Prince, 12 de gener de 2010) va ser una metgessa, pediatra i sanitària brasilera. Va ser fundadora i coordinadora internacional de l'Acció Pastoral de l'Infant i l'Acció Pastoral de la Gent Gran, missions creades per la Conferència Nacional de Bisbes del Brasil. Va morir durant el terratrèmol d'Haití del 2010.
Va rebre diverses mencions d'estaments públics i privats i rebé títols de filla adoptiva d'una trentena de municipis del país. De la mateixa manera, la Pastoral de l'Infant (Pastoral da Criança) ha rebut diversos premis pel treball que ha desenvolupat des de la seva fundació. Després de la seva mort, es va iniciar els tràmits per la seva beatificació.

## Carrera professional
El 1953, va començar a estudiar medicina a la Universitat Federal de Paraná, on va patir el sexisme dels professors en una època en què poques dones cursaven la carrera. Fent pràctiques amb nounats, va quedar impressionada pel gran nombre de nadons hospitalitzats amb símptomes que inicialment requerien un tractament simple, com diarrea i deshidratació.
Llicenciada en medicina per la UFPR el 1959, va estudiar salut pública, pediatria i sanejament, amb l'objectiu de salvar els nens pobres de la mortalitat infantil, la desnutrició i la violència en el seu context familiar i comunitari. Entenent que l'educació s'havia demostrat com la millor arma per combatre el contagi de malalties fàcilment prevenibles i la marginació dels infants, i per tal d'optimitzar la seva capacitat d'actuació, va desenvolupar una metodologia pròpia inspirant-se en el miracle bíblic de la multiplicació dels pans i dels peixos (Joan 6, 1-15): «enlloc de multiplicar pans i peixos, multipliquem saber i solidaritat entre les famílies més pobres».
Fou pediatra de l'Hospital Infantil César Pernetta de Curitiba, i, més tard, directora del Departament de Salut Maternoinfantil de la Secretaria de Salut de l'Estat de Paranà. El 1980 va coordinar la campanya de vaccinació Sabin per combatre la primera epidèmia de poliomielitis, engegada a União da Vitória; on va impulsar un mètode propi que després adoptaria el Ministeri de la Salut. Des de la seva posició a la Secretaria de Salut, va instituir, amb èxit, programes de planificació familiar, prevenció de càncers genitals femenins, salut a l'escola i alletament matern.
El 1983, a petició de la Conferència Nacional de Bisbes del Brasil, va crear la Pastoral de l'Infant juntament amb el president de la CNBB, l'arquebisbe Geraldo Majella Agnelo (actualment és cardenal). El projecte pilot va tenir lloc a Florestópolis (Paraná) i, passats vint-i-cinc anys, la pastoral havia assistit a 1.816.261 nens menors de sis anys i 1.407.743 de famílies pobres, en 4.060 municipis brasilers. En aquest període, més de 261.962 voluntaris van dur a terme aquesta tasca solidària, que aporta coneixement sobre salut, nutrició, educació i ciutadania a les comunitats més pobres, creant condicions per a què aquestes puguin esdevenir protagonistes de la seva pròpia transformació social.
L'any 2004 va rebre de la CNBB una altra missió semblant: fundar i coordinar la Pastoral de la Gent Gran. A través d'aquesta iniciativa, més de cent mil ancians són acompanyats mensualment per dotze mil voluntaris de 579 municipis de la nació. A més de la seva tasca en ambdues pastorals, formava part del Consell Nacional de la Salut i del Consell Nacional de Desenvolupament Econòmic i Social. També fou escollida membre honorària de l'Acadèmia Nacional de Medicina l'any 2007.

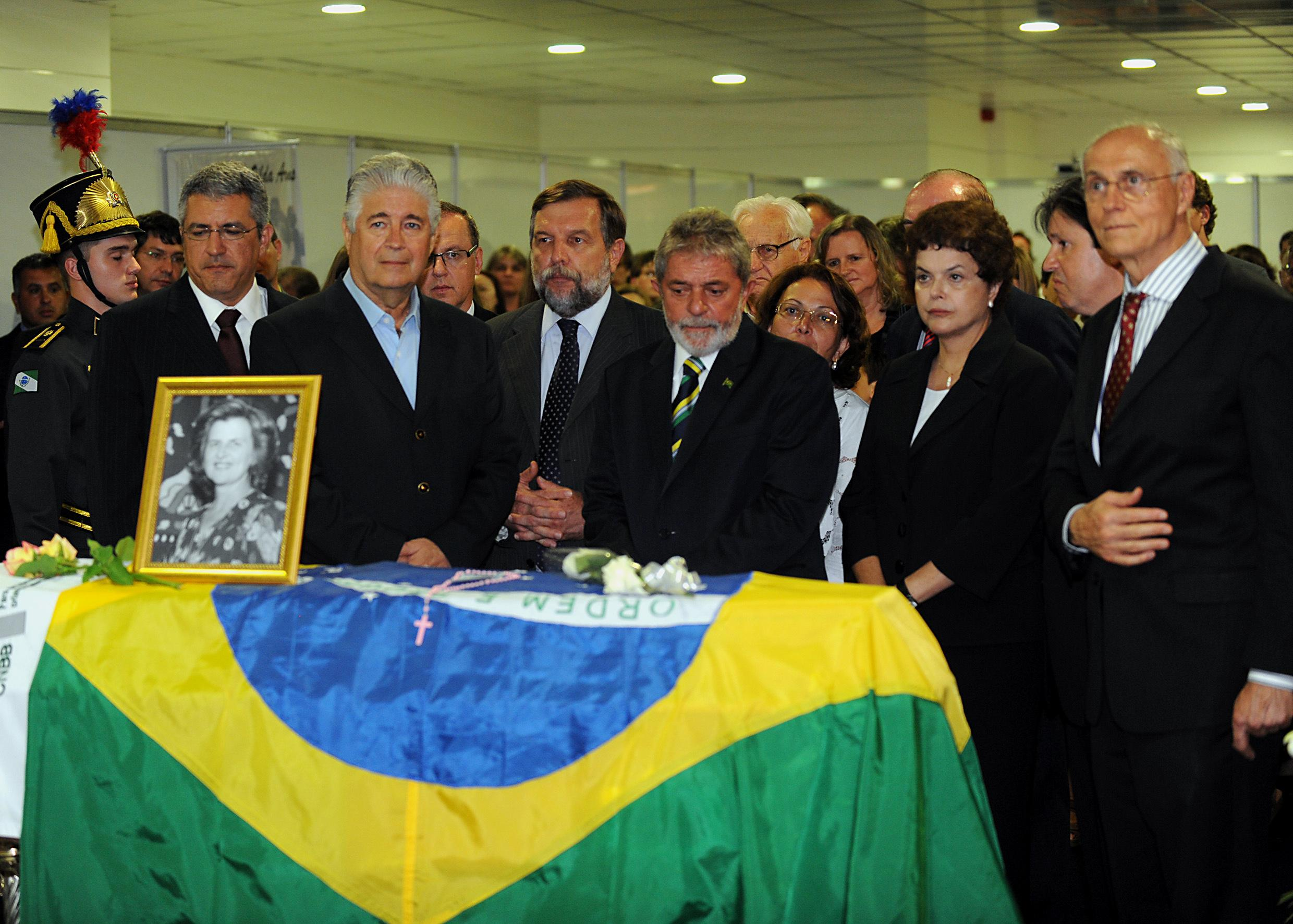
Luiz Inácio Lula da Silva i Dilma Rousseff en la capella ardent de Zilda Arns.

Zilda Arns era una persona de molta fe i oració i se la coneixia com la "metgessa missionera". El dia 12 de gener de 2010, es trobava en Port-au-Prince, la capital d'Haití, on havia anat en missió humanitària per introduir la Pastoral de l'Infant en el país. Mentre donava una conferència en una església de la ciutat, un violent terratrèmol va provocar l'esfondrament parcial de l'edifici, causant la mort d'almenys una quinzena de persones, entre les que es trobava la Doctora Arns.
El cos va ser traslladat a Brasil i va ser vetllat a Curitiba, en el Palau de les Araucàries, seu del govern estatal del Paraná. El seu cos roman sepultat al cementiri municipal d'Água Verde, a la capital paranaense.

## Família
Els seus pares foren el matrimoni brasiler d'origen alemany, Gabriel Arns i Helene Steiner, que van tenir 16 fills. Zilda, que en fou la 13a, va néixer el 25 d'agost de 1934 a Forquilhinha, a l'estat de Santa Catarina. Un dels seus germans va ser el cardenal Paulo Evaristo Arns i un dels seus nebots, Flávio Arns (fill del seu germà Osvaldo), ha sigut Senador del Paraná.
El 26 de desembre de 1959 es va casar amb Aloísio Bruno Neumann (1931-1978), qui va morir d'un infart mentre intentava rescatar una nena que s'ofegava a la platja. Amb ell havia tingut sis fills: Marcelo (que va morir tres dies després del part), Rubens, Nelson, Heloísa, Rogério i Sílvia (morta el 2003 en un accident de cotxe). Quan morí, Zilda Arns havia estat àvia de deu néts.
Com a forma de preservar la memòria de Zilda Arns viva, la seva germana Otília va escriure el llibre Zilda Arns: A Trajetória da Médica Missionária, publicat el 2010. L'obra posseeix la història dels avantpassats familiars, la seva biografia i testimoniatges dels seus familiars.

## Premis i homenatges

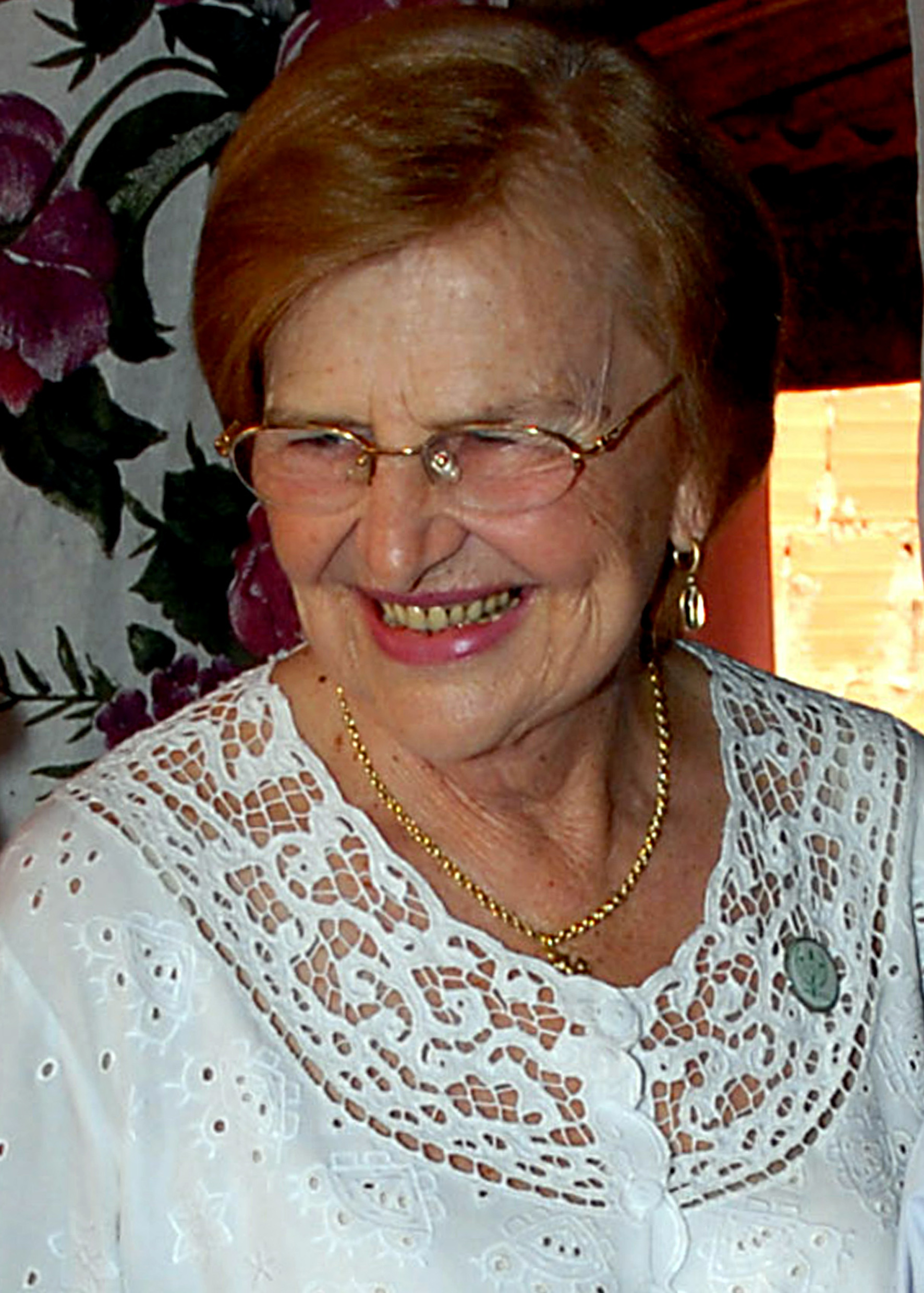
2007

Entre els premis internacionals rebuts per Zilda Arns Neumann, destaquen el Premi Internacional de l'OPAS en Administració Sanitària (1994), el Premi Humanitari del Club de Lleons Internacional (1997), el Premi Paul Harris de la Rotary International (2001) i el Premi de Drets Humans Rey de España, de la Universitat d'Alcalá (2005). El maig de 2022, la comissió d'educació del Senat va donar inici als tràmits per afegir la doctora Arns en el Llibre dels Herois i Heroïnes de la Pàtria. També va ser considerada en tres ocasions pel Premi Nobel de la Pau.
Al seu país, va ser nomenada comanadora de l'Orde de Rio Branco pel Govern Federal (2001); i de l'Orde del Mèrit Judicial Laboral pel Tribunal Superior del Treball (2002). Va ser condecorada amb la Medalla Anita Garibaldi, concedida pel govern de Santa Catarina, (2001); la Insígnia de l'Orde del Mèrit Mèdic, del Ministeri de la Salut (2002); la Medalla al Mèrit Legislatiu de la Cambra dels Diputats (2002); la Medalla de la Inconfidência, del Govern de Minas Gerais (2003); i va rebre el Diploma Bertha Lutz, concedit pel Senat Federal (2005). També va rebre el doctorat honoris causa de 5 universitats brasileres.
L'estat de Santa Catarina va crear, el 2012, la Medalla Zilda Arns Neumann, consignada a homenatjar les persones i entitats que s'hagin destacat en treballs, accions o projectes socials rellevants dedicats a l'atenció a infants i adolescents, desenvolupats sota els principis de solidaritat, amor i defensa de la vida. Des de 2017, la Cambra de Diputats del Brasil atorga el Premi Zilda Arns, concedit a persones o institucions que treballin per la defensa i promoció dels drets de la gent gran.
El 2012, el programa de televisió O Maior Brasileiro de Todos os Tempos va triar, per votació popular, Zilda Arns com el 17è brasiler més gran de tots els temps.
En virtut de la Llei Federal núm. 14.552, de 2023, el Congrés Nacional del Brasil va decretar la inscripció d'Arns en el Llibre dels Herois i Heroïnes de la Pàtria, un memorial cenotàfic situat a l'interior del Panteó de la Pàtria i de la Llibertat Tancredo Neves de Brasília, creat per honorar la memòria de les persones que millor van servir en la construcció i defensa del país.

## Beatificació
El 10 de gener de 2015, una missa celebrada en l'Estadi Joaquim Américo Guimarães de Curitiba pel 5è aniversari de la seva mort, va ser l'escenari del lliurament a la Congregació per les Causes dels Sants de l'expedient que sol·licita l'obertura del procés de beatificació de Zilda Arns. Actualment, està en mans de l'Arxidiòcesi de Port-au-Prince (la tramitació s'ha d'iniciar en el districte on va morir el candidat), L'agost de 2016, l'arquebisbe de Curitiba, José Antônio Peruzzo, va enviar una carta al seu homònim haitià, Guire Poulard, sol·licitant que fos transferida la tramitació del procés de beatificació al Brasil.